# Хоценко Віталій Павлович
Віталій Павлович Хоце́нко (нар. 16 березня 1986, Дніпропетровск, УРСР) — державний і політичний діяч Росії й терористичного державного утворення «Донецька народна Республіка». Голова уряду (прем'єр-міністр) «ДНР» з 8 червня 2022 до 29 березня 2023 року.

## Біографія
Віталій Хоценко народився 16 березня 1980 року в Дніпрі. Його батько, Павло Віталійович Хоценко, очолював у своєму районі відділ боротьби з організованою злочинністю МВС СРСР, а у 2013 став директором готельного комплексу Нового Уренгоя та Сочинського національного парку, потім заповідника «Утріш» в Анапі. Мати, Олена Хоценко, працювала в структурах «Газпрому». Одружений з Аллою Хоценко.
У 2008 році Віталій Хоценко закінчив соціологічний факультет Московського державного університету, де був однокурсником майбутньої глави відділу розслідувань ФБК Марії Пєвчих.
Закінчив магістратуру в РАНХиГС за спеціальністю «Державне регулювання економіки» та аспірантуру в МДУ. За підсумками навчання на військовій кафедрі МДУ Віталію Хоценку було присвоєно звання лейтенанта.
Кандидат соціологічних наук. У 2017 році в Південному федеральному університеті захистив дисертацію на тему «Корпоративізм суб'єктів адміністративного управління в російському суспільстві».

## Кар'єра
На старті кар'єри Хоценко працював помічником члена Громадської палати Росії. За даними регіональних ЗМІ, швидке просування кар'єрними сходами було неофіційно пов'язане зі зв'язками його батька, який очолював у Ямало-Ненецькому автономному окрузі (ЯНАО) відділ з боротьби зі злочинністю.
У 2008—2010 роках працював начальником відділу аналізу та прогнозування телекомпанії «Ямал-Регіон». У 2010 році Хоценко запатентував урну (міні-контейнер «Ямал») з кількома прорізами для різних пакетів для сортування сміття. Співавтор винаходу — ямальський підприємець Юрій Золотов, друг батька Хоценка.
З березня 2010 року працював в органах державної влади ЯНАО. Був директором Департаменту з питань науки та інновацій ЯНАО, помічником, експерт-радником першого заступника губернатора ЯНАО, був куратором промислового, паливно-енергетичного й природно-ресурсного блоків.
16 грудня 2013 року Хоценко був призначений Міністром енергетики, промисловості та зв'язку Ставропольського краю.
Випускник четвертого потоку «школи губернаторів», фіналіст конкурсу «Лідери Росії» 2018—2019 років.
8 червня 2022 року Віталій Хоценко став «главою уряду ДНР». У грудні того ж року на святкуванні дня народження ексголови Роскосмосу Дмитра Рогозіна Хоценко зазнав травмувань від влучання ракети, але залишився живим.
У березні 2023 року вступив до партії «Единая Россия», а вже 29 березня указом президента Росії Володимира Путіна Хоценка призначили на посаду тимчасового виконувача обов'язків губернатора Омської області. У форматі відеоконференції Путін зазначив, що Хоценко «5 років пропрацював на півночі» і проблеми Сибіру для нього «зрозумілі, небайдужі». 22 квітня того ж року секретар Генеральної ради «Единой России» Андрій Турчак заявив, що Хоценко стане кандидатом від партії на виборах губернатора Омської області 2023 року.

## Санкції
- Через вторгнення Росії в Україну 28 червня 2022 року внесений до санкційного списку США «путінської військової машини» як «голова так званого уряду ДНР»[18].
- 19 серпня 2022 року – до санкційного списку Канади «наближених російського режиму, які є співучасниками агресії російського режиму проти України»[19].
- 6 жовтня 2022 року – до санкційного списку країн Євросоюзу за «сепаратистську „урядову“ діяльність» у ДНР. У звіті йдеться, що Хоценко «несе відповідальність за дії свого уряду, спрямовані на насильницьку зміну, повалення конституційного ладу, захоплення державної влади, зміну меж території або державного кордону України, посягання на територіальну цілісність і недоторканність України»[20].
- 19 жовтня 2022 року доданий до санкційного списку України[21].
- За аналогічними підставами перебуває під санкціями Великої Британії, Швейцарії, Австралії, Японії та Нової Зеландії[22].